# Myślachowice
Myślachowice is een dorp in de Poolse woiwodschap Klein-Polen. De plaats maakt deel uit van de gemeente Trzebinia en telt 2081 inwoners.

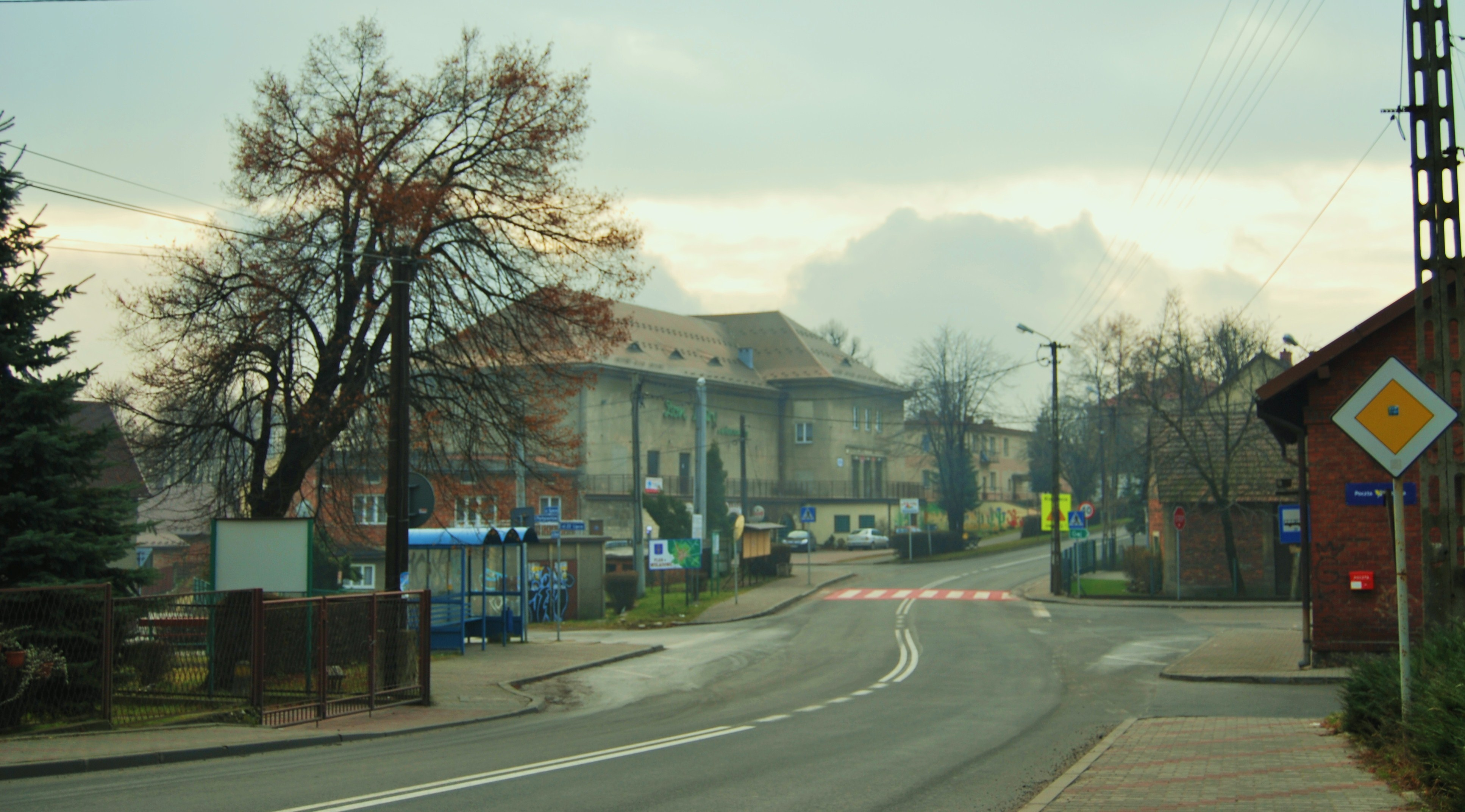
Myślachowice